# Roquer verd
El roquer verd (Symphodus quinquemaculatus) és una espècie de peix de la família dels làbrids i de l'ordre dels perciformes.

## Morfologia
- Els mascles poden assolir els 17 cm de longitud total.
- El cos és ovalat i alt.
- La línia lateral segueix la curvatura del dors fins al peduncle caudal, que continua recte.
- El cap és llarg amb la boca petita, amb una filera de dents coniformes i els llavis no gaire grossos.
- Les mandíbules són extensibles.
- El preopercle és dentat.
- Tant l'aleta dorsal com l'anal són llargues. La caudal és petita.
- En el peduncle caudal, hi ha una taca negra i dues a la part posterior de la dorsal.
- Presenta dimorfisme sexual: els mascles tenen tres línies longitudinals vermelles. Les femelles són de color marró verd.[1]

## Reproducció
Té lloc entre abril i juny. Són nidificadors: els mascles fan els nius amb brots d'algues i després vigilen la posta i produeixen corrents damunt els ous per renovar l'aigua.

## Alimentació
Menja mol·luscs, gambes i garotes.

## Hàbitat
Prefereix els fons rocallosos molt soms i praderies fins als 30 m.

## Distribució geogràfica
Es troba des del golf de Gascunya fins a Gibraltar, la Mediterrània i la mar Negra.

## Costums
És solitari.